# EHF-Europapokal der Pokalsieger der Frauen 2015/16
Am EHF-Europapokal der Pokalsieger 2015/16 nahmen 30 Handball-Vereinsmannschaften teil, die sich in der vorangegangenen Saison in ihren Heimatländern für den Wettbewerb qualifiziert hatten. Die 41. Austragung des Europapokals der Pokalsieger gewann Team Tvis Holstebro. Titelverteidiger war der dänische Verein FC Midtjylland Håndbold.

## Runde 2
Es nehmen 12 Mannschaften teil.
Die Auslosung der 2. Runde fand am 21. Juli 2015 in Wien statt.
Die Hin- und Rückspiele finden an den Wochenenden 17.–18. sowie 24.–25. Oktober 2015 statt.

### Qualifizierte Teams
| - SSV Dornbirn Schoren - ŽRK Umag - Mecalia Atlético Guardés - Bnei Hertzeliya - Jomi Salerno - ŽRK Metalurg Skopje | - Westfriesland SEW - ŽRK Radnički Kragujevac - LK Zug - Skuru IK - Ankara Yenimahalle BSK - Ardeşen GSK |

### Ausgeloste Spiele und Ergebnisse
| Mannschaft 1                                                      | Mannschaft 2                                                      | Hinspiel             | Rückspiel            | Gesamt  |
| ----------------------------------------------------------------- | ----------------------------------------------------------------- | -------------------- | -------------------- | ------- |
| ŽRK Umag Ana Jajčević 19                                          | LK Zug Sibylle Scherer 11                                         | 17.10.2015 18:00 Uhr | 18.10.2015 11:00 Uhr | 54 : 51 |
| ŽRK Umag Ana Jajčević 19                                          | LK Zug Sibylle Scherer 11                                         | 29 : 27 (11 : 13)    | 25 : 24 (10 : 10)    | 54 : 51 |
| ŽRK Umag Ana Jajčević 19                                          | LK Zug Sibylle Scherer 11                                         | 300 Zuschauer        | 400 Zuschauer        | 54 : 51 |
| Skuru IK Emma Hawia-Svensson 11                                   | Ardeşen GSK Tamara Georgijev, Perihan Topaloğlu Acar je 11        | 18.10.2015 13:00 Uhr | 24.10.2015 19:00 Uhr | 50 : 57 |
| Skuru IK Emma Hawia-Svensson 11                                   | Ardeşen GSK Tamara Georgijev, Perihan Topaloğlu Acar je 11        | 30 : 25 (22 : 14)    | 20 : 32 (07 : 13)    | 50 : 57 |
| Skuru IK Emma Hawia-Svensson 11                                   | Ardeşen GSK Tamara Georgijev, Perihan Topaloğlu Acar je 11        | 500 Zuschauer        | 3.500 Zuschauer      | 50 : 57 |
| Bnei Hertzeliya Yarden Bergman 12                                 | Mecalia Atlético Guardés Naiara Egozkue, Alesia Kurchankova je 10 | 17.10.2015 19:00 Uhr | 18.10.2015 18:00 Uhr | 49 : 72 |
| Bnei Hertzeliya Yarden Bergman 12                                 | Mecalia Atlético Guardés Naiara Egozkue, Alesia Kurchankova je 10 | 23 : 39 (05 : 20)    | 26 : 33 (17 : 15)    | 49 : 72 |
| Bnei Hertzeliya Yarden Bergman 12                                 | Mecalia Atlético Guardés Naiara Egozkue, Alesia Kurchankova je 10 | 650 Zuschauer        | 600 Zuschauer        | 49 : 72 |
| Westfriesland SEW Melissa Wilmsen, Britt Holster, Romy Laan je 10 | ŽRK Metalurg Skopje Dajana Jovanovska 17                          | 17.10.2015 18:00 Uhr | 24.10.2015 17:00 Uhr | 49 : 57 |
| Westfriesland SEW Melissa Wilmsen, Britt Holster, Romy Laan je 10 | ŽRK Metalurg Skopje Dajana Jovanovska 17                          | 23 : 24 (12 : 12)    | 26 : 33 (10 : 19)    | 49 : 57 |
| Westfriesland SEW Melissa Wilmsen, Britt Holster, Romy Laan je 10 | ŽRK Metalurg Skopje Dajana Jovanovska 17                          | 400 Zuschauer        | 200 Zuschauer        | 49 : 57 |
| Ankara Yenimahalle BSK Özge Yakar 12                              | SSV Dornbirn Schoren Johanna Rauch 18                             | 17.10.2015 17:00 Uhr | 18.10.2015 17:00 Uhr | 76 : 39 |
| Ankara Yenimahalle BSK Özge Yakar 12                              | SSV Dornbirn Schoren Johanna Rauch 18                             | 36 : 25 (20 : 12)    | 40 : 14 (17 : 09)    | 76 : 39 |
| Ankara Yenimahalle BSK Özge Yakar 12                              | SSV Dornbirn Schoren Johanna Rauch 18                             | 750 Zuschauer        | 500 Zuschauer        | 76 : 39 |
| Jomi Salerno Elena Laura Avram 9                                  | ŽRK Radnički Kragujevac Sanja Radosavljević 14                    | 24.10.2015 18:00 Uhr | 25.10.2015 17:00 Uhr | 30 : 61 |
| Jomi Salerno Elena Laura Avram 9                                  | ŽRK Radnički Kragujevac Sanja Radosavljević 14                    | 22 : 35 (11 : 17)    | 08 : 26 (05 : 14)    | 30 : 61 |
| Jomi Salerno Elena Laura Avram 9                                  | ŽRK Radnički Kragujevac Sanja Radosavljević 14                    | 200 Zuschauer        | 200 Zuschauer        | 30 : 61 |

## Runde 3
Es nehmen 24 Mannschaften an der 3. Runde teil.
Die Auslosung der 3. Runde fand am 21. Juli 2015 in Wien statt.
Die Hin- und Rückspiele finden an den Wochenenden 14.–15. sowie 21.–22. November 2015 statt.

### Qualifizierte Teams
| - BNTU-BelAZ Minsk - ŽRK Umag - Viborg HK - Team Esbjerg - Team Tvis Holstebro - Buxtehuder SV - VfL Oldenburg - Mecalia Atlético Guardés - Metz Handball - Issy Paris Hand - Érdi VSE - ŽRK Metalurg Skopje | - SERCODAK Dalfsen - HK Halden - Vipers Kristiansand - Glassverket IF - Vistal Gdynia - SC Municipal Craiova - Swesda Swenigorod - GK Lada Toljatti - ŽRK Radnički Kragujevac - ŽORK Jagodina - Ankara Yenimahalle BSK - Ardeşen GSK |

### Ausgeloste Spiele und Ergebnisse
| Mannschaft 1                                         | Mannschaft 2                                                        | Hinspiel             | Rückspiel            | Gesamt      |
| ---------------------------------------------------- | ------------------------------------------------------------------- | -------------------- | -------------------- | ----------- |
| Team Esbjerg Estavana Polman 10                      | Ardeşen GSK Tea Grubišić, Tamara Georgijev je 12                    | 15.11.2015 13:00 Uhr | 22.11.2015 16:00 Uhr | 52 : 57     |
| Team Esbjerg Estavana Polman 10                      | Ardeşen GSK Tea Grubišić, Tamara Georgijev je 12                    | 30 : 26 (12 : 13)    | 22 : 31 (08 : 15)    | 52 : 57     |
| Team Esbjerg Estavana Polman 10                      | Ardeşen GSK Tea Grubišić, Tamara Georgijev je 12                    | 900 Zuschauer        | 1.000 Zuschauer      | 52 : 57     |
| Team Tvis Holstebro Lærke Nolsøe 13                  | ŽRK Metalurg Skopje Elena Livrinikj 11                              | 14.11.2015 15:00 Uhr | 15.11.2015 15:00 Uhr | 73 : 40     |
| Team Tvis Holstebro Lærke Nolsøe 13                  | ŽRK Metalurg Skopje Elena Livrinikj 11                              | 41 : 20 (22 : 09)    | 32 : 20 (14 : 12)    | 73 : 40     |
| Team Tvis Holstebro Lærke Nolsøe 13                  | ŽRK Metalurg Skopje Elena Livrinikj 11                              | 585 Zuschauer        | 230 Zuschauer        | 73 : 40     |
| ŽRK Radnički Kragujevac Sanja Radosavljević 11       | SC Municipal Craiova Elena Cristina Florica, Ana Maria Horobeț je 9 | 21.11.2015 18:00 Uhr | 22.11.2015 18:00 Uhr | 46 : 56     |
| ŽRK Radnički Kragujevac Sanja Radosavljević 11       | SC Municipal Craiova Elena Cristina Florica, Ana Maria Horobeț je 9 | 22 : 28 (12 : 13)    | 24 : 28 (12 : 11)    | 46 : 56     |
| ŽRK Radnički Kragujevac Sanja Radosavljević 11       | SC Municipal Craiova Elena Cristina Florica, Ana Maria Horobeț je 9 | 980 Zuschauer        | 1.050 Zuschauer      | 46 : 56     |
| SERCODAK Dalfsen Tess Van Buren, Astrid Holstad je 7 | Vistal Gdynia Aleksandra Zych 9                                     | 14.11.2015 19:00 Uhr | 22.11.2015 16:00 Uhr | 47 : 47 (a) |
| SERCODAK Dalfsen Tess Van Buren, Astrid Holstad je 7 | Vistal Gdynia Aleksandra Zych 9                                     | 20 : 21 (10 : 12)    | 27 : 26 (15 : 14)    | 47 : 47 (a) |
| SERCODAK Dalfsen Tess Van Buren, Astrid Holstad je 7 | Vistal Gdynia Aleksandra Zych 9                                     | 750 Zuschauer        | 1.100 Zuschauer      | 47 : 47 (a) |
| Vipers Kristiansand Marta Tomac 11                   | HK Halden Melanie Felber, Anette Helene Hansen je 8                 | 21.11.2015 18:00 Uhr | 14.11.2015 18:00 Uhr | 47 : 39     |
| Vipers Kristiansand Marta Tomac 11                   | HK Halden Melanie Felber, Anette Helene Hansen je 8                 | 25 : 19 (13 : 08)    | 22 : 20 (11 : 10)    | 47 : 39     |
| Vipers Kristiansand Marta Tomac 11                   | HK Halden Melanie Felber, Anette Helene Hansen je 8                 | 550 Zuschauer        | 1.032 Zuschauer      | 47 : 39     |
| Ankara Yenimahalle BSK Olha Laiuk 12                 | BNTU-BelAZ Minsk Anastasiya Mazgo 10                                | 15.11.2015 17:00 Uhr | 21.11.2015 17:00 Uhr | 49 : 46     |
| Ankara Yenimahalle BSK Olha Laiuk 12                 | BNTU-BelAZ Minsk Anastasiya Mazgo 10                                | 26 : 20 (12 : 09)    | 23 : 26 (10 : 14)    | 49 : 46     |
| Ankara Yenimahalle BSK Olha Laiuk 12                 | BNTU-BelAZ Minsk Anastasiya Mazgo 10                                | 1.250 Zuschauer      | 450 Zuschauer        | 49 : 46     |
| Metz Handball Ana Gros 15                            | Viborg HK Ann Grete Nørgaard 12                                     | 14.11.2015 20:15 Uhr | 21.11.2015 16:30 Uhr | 47 : 52     |
| Metz Handball Ana Gros 15                            | Viborg HK Ann Grete Nørgaard 12                                     | 26 : 24 (11 : 11)    | 21 : 28 (11 : 18)    | 47 : 52     |
| Metz Handball Ana Gros 15                            | Viborg HK Ann Grete Nørgaard 12                                     | 4.200 Zuschauer      | 1.308 Zuschauer      | 47 : 52     |
| Glassverket IF Jeanett Kristiansen 15                | ŽORK Jagodina Aleksandra Vukajlović 15                              | 14.11.2015 16:00 Uhr | 21.11.2015 19:00 Uhr | 81 : 37     |
| Glassverket IF Jeanett Kristiansen 15                | ŽORK Jagodina Aleksandra Vukajlović 15                              | 43 : 14 (23 : 07)    | 38 : 23 (17 : 13)    | 81 : 37     |
| Glassverket IF Jeanett Kristiansen 15                | ŽORK Jagodina Aleksandra Vukajlović 15                              | 445 Zuschauer        | 500 Zuschauer        | 81 : 37     |
| Buxtehuder SV Maxi Hayn 9                            | Issy Paris Hand Stine Bredal Oftedal 12                             | 15.11.2015 15:00 Uhr | 22.11.2015 16:00 Uhr | 51 : 56     |
| Buxtehuder SV Maxi Hayn 9                            | Issy Paris Hand Stine Bredal Oftedal 12                             | 26 : 28 (16 : 13)    | 25 : 28 (12 : 15)    | 51 : 56     |
| Buxtehuder SV Maxi Hayn 9                            | Issy Paris Hand Stine Bredal Oftedal 12                             | 1.500 Zuschauer      | 1.400 Zuschauer      | 51 : 56     |
| ŽRK Umag Jelena Vidović 10                           | Érdi VSE Katarina Krpež Šlezak 13                                   | 21.11.2015 14:00 Uhr | 22.11.2015 13:00 Uhr | 42 : 67     |
| ŽRK Umag Jelena Vidović 10                           | Érdi VSE Katarina Krpež Šlezak 13                                   | 24 : 36 (11 : 20)    | 18 : 31 (08 : 10)    | 42 : 67     |
| ŽRK Umag Jelena Vidović 10                           | Érdi VSE Katarina Krpež Šlezak 13                                   | 1.100 Zuschauer      | 1.100 Zuschauer      | 42 : 67     |
| Swesda Swenigorod Oxana Koroljowa 11                 | Mecalia Atlético Guardés Naiara Egozkue 15                          | 21.11.2015 20:30 Uhr | 22.11.2015 19:00 Uhr | 51 : 47     |
| Swesda Swenigorod Oxana Koroljowa 11                 | Mecalia Atlético Guardés Naiara Egozkue 15                          | 29 : 25 (15 : 15)    | 22 : 22 (10 : 12)    | 51 : 47     |
| Swesda Swenigorod Oxana Koroljowa 11                 | Mecalia Atlético Guardés Naiara Egozkue 15                          | 650 Zuschauer        | 660 Zuschauer        | 51 : 47     |
| GK Lada Toljatti Polina Gorschkowa 11                | VfL Oldenburg Inger Smits 21                                        | 14.11.2015 16:00 Uhr | 21.11.2015 19:30 Uhr | 67 : 58     |
| GK Lada Toljatti Polina Gorschkowa 11                | VfL Oldenburg Inger Smits 21                                        | 37 : 24 (18 : 10)    | 30 : 34 (14 : 17)    | 67 : 58     |
| GK Lada Toljatti Polina Gorschkowa 11                | VfL Oldenburg Inger Smits 21                                        | 2.700 Zuschauer      | 615 Zuschauer        | 67 : 58     |

## Achtelfinale
Im Achtelfinale nahmen die zwölf Gewinner der 3. Runde sowie die vier letztplatzierten Teams der Gruppenphase der EHF Champions League teil.

Die Auslosung des Achtelfinale fand am 24. November 2015 in Wien statt.

Die Hinspiele fanden am 9. bis 10. Januar 2016 statt. Die Rückspiele fanden am 16. bis 17. Januar 2016 statt.

### Qualifizierte Teams
| - Hypo Niederösterreich - RK Podravka Vegeta - Viborg HK - Team Tvis Holstebro - Issy Paris Hand - Érdi VSE - SERCODAK Dalfsen - Vipers Kristiansand | - Glassverket IF - MKS Lublin - SC Municipal Craiova - Swesda Swenigorod - GK Lada Toljatti - RK Krim Mercator - Ankara Yenimahalle BSK - Ardeşen GSK |

### Ausgeloste Spiele und Ergebnisse
| Mannschaft 1                                 | Mannschaft 2                                | Hinspiel             | Rückspiel            | Gesamt  |
| -------------------------------------------- | ------------------------------------------- | -------------------- | -------------------- | ------- |
| SC Municipal Craiova Jelena Živković 14      | RK Krim Mercator Tamara Mavsar 15           | 09.01.2016 17:30 Uhr | 16.01.2016 17:00 Uhr | 53 : 56 |
| SC Municipal Craiova Jelena Živković 14      | RK Krim Mercator Tamara Mavsar 15           | 30 : 29 (12 : 11)    | 23 : 27 (12 : 15)    | 53 : 56 |
| SC Municipal Craiova Jelena Živković 14      | RK Krim Mercator Tamara Mavsar 15           | 3.000 Zuschauer      | 1.500 Zuschauer      | 53 : 56 |
| SERCODAK Dalfsen Larissa Nüsser 14           | Érdi VSE Katarina Krpež Šlezak 15           | 09.01.2016 19:00 Uhr | 16.01.2016 18:30 Uhr | 40 : 54 |
| SERCODAK Dalfsen Larissa Nüsser 14           | Érdi VSE Katarina Krpež Šlezak 15           | 15 : 27 (09 : 18)    | 25 : 27 (08 : 15)    | 40 : 54 |
| SERCODAK Dalfsen Larissa Nüsser 14           | Érdi VSE Katarina Krpež Šlezak 15           | 850 Zuschauer        | 1.600 Zuschauer      | 40 : 54 |
| Ankara Yenimahalle BSK Olha Laiuk 13         | Swesda Swenigorod Jekaterina Marennikowa 21 | 09.01.2016 16:00 Uhr | 17.01.2016 17:00 Uhr | 58 : 59 |
| Ankara Yenimahalle BSK Olha Laiuk 13         | Swesda Swenigorod Jekaterina Marennikowa 21 | 33 : 26 (15 : 12)    | 25 : 33 (13 : 18)    | 58 : 59 |
| Ankara Yenimahalle BSK Olha Laiuk 13         | Swesda Swenigorod Jekaterina Marennikowa 21 | 1.300 Zuschauer      | 1.000 Zuschauer      | 58 : 59 |
| Vipers Kristiansand Vilde Kaurin Jonassen 14 | MKS Lublin Alesia Mihdaliova 12             | 09.01.2016 18:00 Uhr | 16.01.2016 18:00 Uhr | 50 : 47 |
| Vipers Kristiansand Vilde Kaurin Jonassen 14 | MKS Lublin Alesia Mihdaliova 12             | 28 : 22 (15 : 13)    | 22 : 25 (12 : 08)    | 50 : 47 |
| Vipers Kristiansand Vilde Kaurin Jonassen 14 | MKS Lublin Alesia Mihdaliova 12             | 1.400 Zuschauer      | 1.900 Zuschauer      | 50 : 47 |
| Glassverket IF Hege Bakken Wahlquist 13      | Viborg HK Ann Grete Nørgaard 13             | 10.01.2016 19:00 Uhr | 16.01.2016 15:00 Uhr | 50 : 52 |
| Glassverket IF Hege Bakken Wahlquist 13      | Viborg HK Ann Grete Nørgaard 13             | 28 : 29 (12 : 15)    | 22 : 23 (15 : 10)    | 50 : 52 |
| Glassverket IF Hege Bakken Wahlquist 13      | Viborg HK Ann Grete Nørgaard 13             | 330 Zuschauer        | 1.047 Zuschauer      | 50 : 52 |
| GK Lada Toljatti Darja Samochina 16          | Ardeşen GSK Tamara Georgijev 16             | 09.01.2016 16:00 Uhr | 17.01.2016 18:00 Uhr | 80 : 50 |
| GK Lada Toljatti Darja Samochina 16          | Ardeşen GSK Tamara Georgijev 16             | 49 : 28 (23 : 12)    | 31 : 22 (14 : 10)    | 80 : 50 |
| GK Lada Toljatti Darja Samochina 16          | Ardeşen GSK Tamara Georgijev 16             | 2.700 Zuschauer      | 2.600 Zuschauer      | 80 : 50 |
| Issy Paris Hand Coralie Lassource 11         | RK Podravka Vegeta Marijeta Vidak 10        | 09.01.2016 20:30 Uhr | 16.01.2016 18:00 Uhr | 41 : 40 |
| Issy Paris Hand Coralie Lassource 11         | RK Podravka Vegeta Marijeta Vidak 10        | 24 : 20 (15 : 12)    | 17 : 20 (09 : 10)    | 41 : 40 |
| Issy Paris Hand Coralie Lassource 11         | RK Podravka Vegeta Marijeta Vidak 10        | 600 Zuschauer        | 1.700 Zuschauer      | 41 : 40 |
| Team Tvis Holstebro Nathalie Hagman 17       | Hypo Niederösterreich Martina Goricanec 10  | 10.01.2016 15:00 Uhr | 16.01.2016 18:00 Uhr | 77 : 56 |
| Team Tvis Holstebro Nathalie Hagman 17       | Hypo Niederösterreich Martina Goricanec 10  | 42 : 28 (21 : 12)    | 35 : 28 (20 : 12)    | 77 : 56 |
| Team Tvis Holstebro Nathalie Hagman 17       | Hypo Niederösterreich Martina Goricanec 10  | 983 Zuschauer        | 350 Zuschauer        | 77 : 56 |

## Viertelfinale
Im Viertelfinale nahmen die Gewinner der Achtelfinalpartien teil. Die Auslosung fand am 19. Januar 2016 in Wien statt.

### Qualifizierte Teams
| - Viborg HK - Team Tvis Holstebro - Issy Paris Hand - Érdi VSE - Vipers Kristiansand - Swesda Swenigorod - GK Lada Toljatti - RK Krim Mercator |

### Ausgeloste Spiele und Ergebnisse
| Mannschaft 1                                         | Mannschaft 2                            | Hinspiel             | Rückspiel            | Gesamt      |
| ---------------------------------------------------- | --------------------------------------- | -------------------- | -------------------- | ----------- |
| Team Tvis Holstebro Nathalie Hagman 13               | Viborg HK Ann Grete Nørgaard 9          | 21.02.2016 15:00 Uhr | 29.02.2016 19:30 Uhr | 50 : 41     |
| Team Tvis Holstebro Nathalie Hagman 13               | Viborg HK Ann Grete Nørgaard 9          | 25 : 14 (08 : 07)    | 25 : 27 (10 : 13)    | 50 : 41     |
| Team Tvis Holstebro Nathalie Hagman 13               | Viborg HK Ann Grete Nørgaard 9          | 1.600 Zuschauer      | 1.004 Zuschauer      | 50 : 41     |
| Érdi VSE Katarina Krpež Šlezak 14                    | Issy Paris Hand Stine Bredal Oftedal 15 | 20.02.2016 17:00 Uhr | 27.02.2016 20:45 Uhr | 46 : 46 (a) |
| Érdi VSE Katarina Krpež Šlezak 14                    | Issy Paris Hand Stine Bredal Oftedal 15 | 29 : 28 (16 : 13)    | 17 : 18 (06 : 07)    | 46 : 46 (a) |
| Érdi VSE Katarina Krpež Šlezak 14                    | Issy Paris Hand Stine Bredal Oftedal 15 | 2.200 Zuschauer      | 1.500 Zuschauer      | 46 : 46 (a) |
| Vipers Kristiansand Karin Weigelt 11                 | RK Krim Mercator Mirjeta Bajramoska 17  | 20.02.2016 18:00 Uhr | 27.02.2016 17:00 Uhr | 49 : 57     |
| Vipers Kristiansand Karin Weigelt 11                 | RK Krim Mercator Mirjeta Bajramoska 17  | 29 : 27 (15 : 15)    | 20 : 30 (08 : 14)    | 49 : 57     |
| Vipers Kristiansand Karin Weigelt 11                 | RK Krim Mercator Mirjeta Bajramoska 17  | 1.075 Zuschauer      | 1.800 Zuschauer      | 49 : 57     |
| Swesda Swenigorod Irina Antonowa, Marija Dudina je 9 | GK Lada Toljatti Julija Kakmolja 11     | 21.02.2016 17:00 Uhr | 27.02.2016 16:00 Uhr | 51 : 76     |
| Swesda Swenigorod Irina Antonowa, Marija Dudina je 9 | GK Lada Toljatti Julija Kakmolja 11     | 30 : 43 (12 : 21)    | 21 : 33 (14 : 13)    | 51 : 76     |
| Swesda Swenigorod Irina Antonowa, Marija Dudina je 9 | GK Lada Toljatti Julija Kakmolja 11     | 800 Zuschauer        | 2.700 Zuschauer      | 51 : 76     |

## Halbfinale
Im Halbfinale nahmen die Gewinner des Viertelfinales teil. Die Hinspiele fanden am 2.–3. April 2016 statt. Die Rückspiele fanden am 9.–10. April 2016 statt.

### Ausgeloste Spiele und Ergebnisse
| Mannschaft 1                        | Mannschaft 2                           | Hinspiel             | Rückspiel            | Gesamt  |
| ----------------------------------- | -------------------------------------- | -------------------- | -------------------- | ------- |
| Issy Paris Hand Doungou Camara 8    | Team Tvis Holstebro Nathalie Hagman 15 | 03.04.2016 18:00 Uhr | 10.04.2016 19:00 Uhr | 36 : 49 |
| Issy Paris Hand Doungou Camara 8    | Team Tvis Holstebro Nathalie Hagman 15 | 24 : 20 (11 : 12)    | 12 : 29 (05 : 14)    | 36 : 49 |
| Issy Paris Hand Doungou Camara 8    | Team Tvis Holstebro Nathalie Hagman 15 | 1.700 Zuschauer      | 854 Zuschauer        | 36 : 49 |
| GK Lada Toljatti Darja Samochina 14 | RK Krim Mercator Tamara Mavsar 16      | 02.04.2016 16:00 Uhr | 09.04.2016 17:00 Uhr | 55 : 46 |
| GK Lada Toljatti Darja Samochina 14 | RK Krim Mercator Tamara Mavsar 16      | 28 : 24 (13 : 14)    | 27 : 22 (13 : 09)    | 55 : 46 |
| GK Lada Toljatti Darja Samochina 14 | RK Krim Mercator Tamara Mavsar 16      | 2.700 Zuschauer      | 1.500 Zuschauer      | 55 : 46 |

## Finale
Es nahmen die zwei Sieger aus dem Halbfinale teil. Das Hinspiel fand am 1. Mai 2016 statt. Das Rückspiel fand am 7. Mai 2016 statt.

### Ausgeloste Spiele und Ergebnisse
| Mannschaft 1        | Mannschaft 2     | Hinspiel           | Rückspiel          | Gesamt  |
| ------------------- | ---------------- | ------------------ | ------------------ | ------- |
| Team Tvis Holstebro | GK Lada Toljatti | 01.05.16 15:15 Uhr | 07.05.16 16:00 Uhr | 61 : 52 |
| Team Tvis Holstebro | GK Lada Toljatti | 31 : 27 (10 : 16)  | 30 : 25 (13 : 11)  | 61 : 52 |

### Hinspiel
Team Tvis Holstebro – HC Lada Toljatti  31 : 27 (10 : 16)
1. Mai 2016 in Holstebro, Gråkjær Arena, 1.563 Zuschauer.
Team Tvis Holstebro: Vium, Solberg – Hagman (10), J. Hansen   (5), Jensen  (5), Herrem (4), Andersen (2), Blohm  (2), Wichmann (2), Nolsøe (1), Hald , S. Hansen, Larsen, Møller, Nielsen, Roberts
GK Lada Toljatti: Tatjana Jerochina, Utkina – Malaschenko  (8), Kakmolja  (6), Dmitrijewa  (4), Gorschkowa  (3), Akopjan (2), Sannikowa (2), Nossikowa (1), Samochina (1), Blisnowa, Tschigirinowa, Karpatschowa, Kostomacha
Schiedsrichter:  Jelena Vujačić und Anđelina Kažanegra
Quelle: Spielbericht

### Rückspiel
HC Lada Toljatti – Team Tvis Holstebro  25 : 30 (11 : 13)
10. Mai 2016 in Toljatti, Mehrzwecksporthalle Olimp, 2.700 Zuschauer.
GK Lada Toljatti: Tatjana Jerochina, Utkina – Akopjan  (5), Dmitrijewa  (5), Blisnowa (4), Gorschkowa (4), Kakmolja   (2), Sannikowa  (2), Tschigirinowa (1), Nossikowa (1), Samochina (1), Golubewa, Karpatschowa, Kostomacha, Kudrjawzewa, Malaschenko
Team Tvis Holstebro: Vium, Solberg – Hagman  (13), Herrem (6), Wichmann (3), Blohm   (2), J. Hansen (2), Andersen  (1), Hald  (1), S. Hansen (1), Jensen  (1), Nielsen, Roberts
Schiedsrichter:  Milan Hájek und Karel Macho
Quelle: Spielbericht

## Statistiken

### Torschützenliste
Die Torschützenliste zeigt die drei besten Torschützinnen des EHF-Europapokals der Pokalsieger der Frauen 2015/16.
Zu sehen sind die Nation der Spielerin, der Name, die Position, der Verein, die gespielten Spiele, die Tore und die Ø-Tore.
| Pl. | Nation   | Spieler          | Pos. | Verein              | Sp. | Tore | Ø    |
| --- | -------- | ---------------- | ---- | ------------------- | --- | ---- | ---- |
| 1.  | Schweden | Nathalie Hagman  | (RR) | Team Tvis Holstebro | 10  | 75   | 7,50 |
| 2.  | Russland | Darja Dmitrijewa | (RM) | GK Lada Toljatti    | 10  | 55   | 5,50 |
| 3.  | Danemark | Jette Hansen     | (RL) | Team Tvis Holstebro | 10  | 43   | 4,30 |